# 생방송 KBS 저널
《생방송 KBS 저널》은 2002년 11월 3일부터 2005년 5월 1일까지 방송되었던 시사교양 프로그램이다.

## 기획 의도
- 신문 없는 날 일요일을 활동적으로 시작하는 사람들에게 한 주간의 중요, 시사, 정보 등을 다양한 시각으로 활기차게 전달하여 시청자들의 세상 보는 눈을 넓혀주는 시사교양 프로그램이다.

## 방송 일정
| 방송 채널 | 방송 기간                          | 방송 시간                       |
| --------- | ---------------------------------- | ------------------------------- |
| KBS 2TV   | 2002년 11월 3일 ~ 2004년 10월 31일 | 매주 일요일 아침 7시 ~ 8시 30분 |
| KBS 2TV   | 2004년 11월 7일 ~ 2005년 5월 1일   | 매주 일요일 아침 6시 ~ 8시      |

## 프로그램 내용
- 저널 Hot Issue : 일요판 TV 신문으로 한 주간의 핫 이슈의 현장을 밀착 취재, 이슈의 본질과 그 이면의 이야기를 전달한다.
- 저널 기획 : 한국 사회의 새로운 트렌드를 읽는 PD 저널리즘
- 김준석의 민심기행 : MC 김준석이 삶의 현장 구석구석을 찾아가 들어보는, '이 시대 보통 사람들의 이야기'
- 뉴스 피플 : 이 사람을 만나면 세상이 보인다! 시사의 중심 인물을 초대, 인물을 통한 시사 읽기를 시도한다.
- 주간 뉴스 브리핑 : 시사 평론가 유창선의 한 주간 주요 뉴스 심층 분석!
- NOW, 스포츠 & 연예 : 눈요기, 선정성을 지양하고, 대중문화의 고급화를 선언한다. 연예 칼럼리스트 김홍숙의 예리한 대중문화분석!
- 저널 맛 기행!! : "음식도 시사다" '푸드 컨설턴트 도세훈'과 라윤경이 진행하는 색다른 음식 이야기. 음식의 문화, 역사, 배경 등 재미있는 해설과 함께 맛보는 풍성한 상차림!!
- 한희경의 날씨 이야기

## 진행자
- 1대 : 김준석, 오유경 2002년 11월 3일 ~ 2003년 12월 14일
- 2대 : 김준석, 백정원 2003년 12월 21일 ~ 2005년 5월 1일

## 전후작
- 디즈니 만화동산 (전작)
- KBS 일요 뉴스타임 (후속작)